# 郎基
郎基（ろう き、生没年不詳）は、中国の北斉の官僚・軍人。字は世業。本貫は中山郡新市県。

## 経歴
陽平郡太守の郎道恩の子として生まれた。成長すると身長が8尺あり、髭が美しかった。古典を広く渉猟し、事務仕事を得意とした。奉朝請を初任とした。天保4年（553年）、海西鎮将に累進した。南朝梁の呉明徹が兵を率いて海西県を攻囲すると、郎基は軍民を激励して、100日あまりも固く守った。軍糧が尽き、兵器が消耗しきると、木を削って矢を作り、紙を切って矢羽根とした。包囲が解けて朝廷に帰ると、僕射の楊愔が迎えて「卿はもともと文吏であるのに、武略も持ち合わせていた。木を削り紙を切って矢を作るとは、故事にないことだ。公輸班や墨翟の発明にも劣ることはない」といって労った。郎基は御史中丞の畢義雲に召し出されて侍御史となった。権勢をおそれず、文宣帝の外弟の趙州刺史尉粲や楊愔の妹の夫の揚州刺史郭元貞といった貴顕を不正な蓄財の罪で弾劾した。
皇建元年（560年）、郎基は鄭州長史に任じられ、潁川郡太守を兼ねた。西の州境が北周との国境と接していたため、当地の士人は西と婚姻関係を持つ者も多く、私貿易もおこなわれていた。厳密に刑法を適用すると、罪に問われる者も多かったため、郎基は情状を酌量して極刑に相当するものでなければ、みな釈放した。積年にわたって未決の案件が滞留していたことから、郎基は数日のうちにみな分別をつけた。まもなく台省が公表したが、いずれも郎基が上申したとおりに裁決されていた。後に在官のまま死去した。驃騎大将軍・和州刺史の位を追贈された。諡は恵といった。
子に郎茂があった。

## 伝記資料
- 『北斉書』巻46 列伝第38
- 『北史』巻55 列伝第43